# Ariadne (Schiff, 1889)
Die Ariadne war ein in Schottland gebauter Seitenraddampfer, der von 1890 bis 1894 im deutschen Seebäderdienst nach Helgoland und Sylt verkehrte und im Ersten Weltkrieg der französischen Marine als Hospitalschiff diente.

## Bau und technische Daten
Das Schiff lief am 15. (oder 16.) Mai 1889 auf der Werft von J. McArthur & Co. in Paisley (Schottland) mit der Baunummer 59 als Lady Gwendoline für die Reederei Edwards, Robertson & Co. in Cardiff vom Stapel. Es war 64,25 m lang und 7,05 m breit (ohne die Radkästen) und mit 339 BRT vermessen. Die 2-Zylinder-Verbunddampfmaschine von Bow McLachlan & Co. in Paisley leistete 210 PSnom und ergab eine Geschwindigkeit von 14 Knoten. Das Schiff hatte einen Schornstein und zwei Masten und Platz für 500 Deckspassagiere.

## Laufbahn
Die Lady Gwendoline sollte das Prunkstück von Edwards & Robertson werden und durch hohe Geschwindigkeit beeindrucken, aber sie litt von Beginn an unter einer Anzahl von technischen Problemen und Betriebsunfällen, verursacht zum nicht unerheblichen Teil durch unsachgemäße Handhabung ihrer Dampfkessel. Dies führte zu einem Rechtsstreit mit der Bauwerft, den die Reederei verlor. Die für die Reederei sehr kostspielige Episode mit der Lady Gwendoline wurde zu einem kritischen Wendepunkt in ihrer Geschichte, und das Schiff wurde 1891 verkauft.
Käufer war der junge Hamburger Unternehmer Albert Ballin, der 1889 seine Ballins Dampfschiff-Rhederei gegründet hatte und sich mit dieser im Seebäderverkehr nach Helgoland, Norderney und den Nordfriesischen Inseln engagierte. Das Schiff erhielt den Namen Ariadne und fuhr mehrere Jahre von Hamburg über Cuxhaven zu den Nordseeinseln.
Am 27. August 1895 kaufte die HAPAG, zu deren Vorstand Ballin seit 1888 gehörte, das Schiff und verlegte es nach Cherbourg. Dort diente die Ariadne ab 1896 als Tender und wurde von den örtlichen HAPAG-Agenten bereedert.
Mit dem Ausbruch des Ersten Weltkriegs im August 1914 wurde das Schiff von Frankreich beschlagnahmt. Im Juni 1915 wurde es von der französischen Marine requiriert und dann als Hospitalschiff in Saloniki für das Corps expéditionnaire d’Orient während der Schlacht von Gallipoli eingesetzt.

## Verbleib
Angaben zum weiteren Schicksal des Schiffs sind vage. Im Juni 1917 wurde das Schiff an unbekannte Eigner verkauft. 1923 wurde es dem Lloyd’s Register gelöscht. 1923/24 verzeichnete man es als Milas unter persischer Flagge. Danach kam es in türkischen Besitz und fuhr 1924 unter den Namen Denzili und zuletzt Hayrullah. 1925 war das Schiff nicht mehr registriert, und es soll 1926 in Istanbul abgewrackt worden sein.